# S2 (estrella)

Órbitas de S2 y otras estrellas del cúmulo-S en torno a Sagitario A*.

S2 (también llamada S0-2) es el nombre de una estrella en la constelación de Sagitario.
Es una de las más brillantes del llamado cúmulo estelar-S, compuesto por las estrellas más cercanas a la radiofuente Sagitario A*, con órbitas muy excéntricas e inclinadas.

## Características
S2 es una estrella blanco-azulada de tipo espectral B0-2V cuya masa se estima 19,5 veces mayor que la masa solar y su radio 7 veces más grande que el del Sol.
Su edad, al igual que la de otras estrellas del cúmulo-S, parece estar comprendida entre 6 y 400 millones de años.
La combinación de la edad de las estrellas del cúmulo-S así como su proximidad a Sagitario A*, suponen un desafío para las teorías de formación estelar.
En la actualidad, todavía no se sabe con certeza como pueden haberse formado estas estrellas.
Si se han creado en su actual localización, su formación debe haber ocurrido a través de procesos no estándar, tales como formación en al menos un disco gaseoso, o por inestabilidad de discos estelares causada por la excentricidad alrededor de un agujero negro supermasivo.

## Órbita de S2
S2 se mueve alrededor de Sagitario A* con un período orbital de 15,56 ± 0,35 años en una órbita altamente excéntrica (ε = 0,87).
La separación entre ambos objetos varía de 5,5 días luz a 17 horas luz, lo que corresponde a una distancia en el periastro de 120 UA —unas cuatro veces la distancia que hay entre Neptuno y el Sol.

No obstante, la órbita es estable actualmente, ya que S2 quedaría destruida por la fuerza de marea de Sagitario A* sólo cuando se encontrara a 16 minutos luz, 70 veces más próxima que en la actualidad.
La posición aparente de S2 ha sido seguida desde 1995 con el fin de reunir información sobre la existencia de un agujero negro supermasivo en el centro de la Vía Láctea.
A fecha de 2008 se ha observado la órbita completa de S2.
Un agujero negro supermasivo es el único objeto celeste actualmente conocido que explica las observaciones y los parámetros orbitales encontrados, así como su enorme densidad.
Un equipo de astrónomos, principalmente del Instituto Max Planck para Física Extraterrestre, utilizó observaciones de la dinámica orbital de S2 alrededor de Sagitario A* para medir la distancia a la que se encuentra el centro galáctico.
Determinaron su distancia en 7,94 ± 0,42 kiloparsecs, lo que se halla en concordancia con determinaciones previas llevadas a cabo por otros métodos.

## Implicaciones en astronomía
La órbita de S2 permitirá a los astrónomos probar varios efectos predichos por la teoría de la relatividad general e incluso efectos extradimensionales. Considerando una reciente estimación para la masa del Sagitario A* de 4,3 millones de masas solares, la proximidad de S2 hace que su órbita balística sea la más rápida conocida, alcanzando velocidades que exceden los 5000 km/s, equivalentes al 2% de la velocidad de la luz. 
Ello implica una aceleración de aproximadamente 1,5 m/s2 o casi un sexto de la gravedad superficial de la Tierra.
El movimiento de S2 también es útil para descubrir la presencia de otros objetos cerca de Sagitario A*.
Se cree que hay miles de estrellas, así como remanentes estelares oscuros —agujeros negros estelares, estrellas de neutrones y enanas blancas— distribuidos en el volumen por el cual se mueve S2. Estos objetos deberían perturbar la órbita de S2, haciendo que gradualmente se desvíe de la elipse de Kepler que caracteriza el movimiento alrededor de un único punto de masa.
En 2018, con el paso de S2 por su periastro orbital, se ha comprobado con éxito otro efecto predicho por la Relatividad General, el corrimiento al rojo gravitacional.